# Антигуа Рекриейшън Граунд
Антигуа Рекриейшън Граунд на английски: Antigua Recreation Ground), е футболен стадион намиращ в идеалния център на столицата на Сейнт Джонс в Антигуа и Барбуда, на 1 км източно от пристанището. Изграден е през 1978 година. Капацитетът му е между 9000 и 12 000 зрители в зависимост от това какъв спорт се играе.
Съоръжението е с кръгла форма, като основното му предназначение е за националния спорт – крикет. В града има няколко такива стадиона, чиито игрища са пригодени също и за европейския вариант на футбола.
В началото на 80-те получава така наречения „текст крикет статус“. Текстовите мачове в крикета се провеждат за определено време, а не както при останалите два формата – до спечелването на фиксиран брой точки. Смята се, че на международно ниво, това е най-високата категория в този спорт.
Освен на „Грийнбей Хопърс“, стадионът, известен и с абревиатурата „АРГ“ е дом още на футболния отбор „Емпайър ФК“, националния отбор по футбол на Антигуа и Барбуда, както и на крикет формацията на Западните Индии.